# 高村博美
高村 博美（たかむら ひろみ、1953年9月10日 - ）は、日本の女子プロゴルファー。福岡県福岡市出身。フリー。37歳となった1990年にLPGA最優秀選手、獲得賞金第1位、平均ストローク数1位という経歴のピークを迎え、遅咲きの選手と呼ばれた。

## 経歴
PL学園高校卒業。日本女子プロゴルフ協会（LPGA）のプロフィールによれば、ゴルフを始めたのは18歳と比較的遅かったが、僅か4～5年後の1975年10月23日にプロテストに合格している。
当初は波があったものの、年と共に安定した中堅選手に成長していった。
1990年には3勝をあげ37歳にして賞金女王を獲得、LPGAツアー8勝のうち7勝はこの1990年以降にあげたものである。
1999年のリゾートトラストレディスにおいて45歳で5年振り8度目の優勝を飾り、これがLPGAツアー最後の勝利となった。
LPGAツアーでホールインワン6回という記録（2015年12月時点で高村選手以外に4名が保持）を持っている。

## 優勝記録

### 日本女子
- 1984年
  - 8月17-19日 フジサンケイレディスクラシック
- 1990年
  - 4月20-22日 那須小川レディスプロゴルフトーナメント
  - 6月14-17日 ダンロップレディスオープンゴルフ
  - 8月24-26日 いすゞレディースカップトーナメント
- 1991年
  - 11月15-17日 イトーキクラシック
- 1992年
  - 6月18-21日 ダンロップレディスオープンゴルフ
- 1994年
  - 7月8-10日 東洋水産レディス北海道
- 1999年
  - 6月4-6日 リゾートトラストレディス